# 브리오바르트라미아 노바이발레시아이
브리오바르트라미아 노바이발레시아이(Bryobartramia novae-valesiae)는 통모자이끼목에 속하는 이끼의 일종이다. 브리오바르트라미아과(Bryobartramiaceae)와 브리오바르트라미아속(Bryobartramia)의 유일종이다. 이전에는 통모자이끼과에 포함시켜 분류했다.